# The Royal Tenenbaums
The Royal Tenenbaums (Los excéntricos Tenenbaum, en Hispanoamérica; Los Tenenbaums: Una familia de genios, en España) es una película estadounidense del 2001 dirigida por Wes Anderson.

## Argumento
Royal Tenenbaum les explica a sus tres hijos adolescentes, Chas, Margot y Richie, que él y su esposa, Etheline, se van a separar. Cada uno de los niños alcanzó un gran éxito a una edad temprana. Chas es un genio de las matemáticas y los negocios, a quien Royal le roba dinero. Margot, que fue adoptada, recibió una beca para una obra de teatro que escribió en noveno grado. Richie es un prodigio del tenis y artista que expresa su amor por Margot. Eli Cash es el vecino de los Tenenbaum y el mejor amigo de Richie. También forma parte de la familia Tenenbaum Pagoda, el ayuda de cámara de confianza.
Veintidós años después, Royal es expulsado del hotel donde ha estado viviendo. Los niños están en una crisis post-éxito, con Richie viajando por el mundo en un crucero , después de una crisis nerviosa. Él le escribe a Eli revelándole su amor romántico por Margot. Chas se ha vuelto sobreprotector de sus hijos, Ari y Uzi, después de la muerte de su esposa Rachael en un accidente aéreo. Margot está casada con el neurólogo Raleigh St. Clair, a quien le oculta su hábito de fumar y su pasado accidentado. Raleigh está realizando una investigación sobre un sujeto llamado Dudley Heinsbergen, y le diagnostica a Dudley el síndrome de Heinsbergen.
El contable de toda la vida de Etheline, Henry Sherman, le propone matrimonio. Al enterarse de la propuesta de Henry a través de Pagoda, Royal afirma que tiene cáncer de estómago para recuperar el afecto de su esposa e hijos. Etheline llama a sus hijos a casa y Royal se muda nuevamente e instala equipo médico en la habitación de Richie. Royal se entera de la naturaleza sobreprotectora de Chas y lleva a sus nietos a una aventura que incluye robos en tiendas y peleas de perros . A su regreso, Chas lo regaña por poner en peligro a sus hijos mientras Royal acusa a Chas de tener una crisis nerviosa .
Eli, con quien Margot ha estado teniendo un romance, le dice que Richie le dijo que la ama. Royal descubre el romance y se opone al trato que Margot le da a Raleigh, quien le confía a Richie sus sospechas de que Margot tiene un romance. Él y Richie contratan a un investigador privado para que la vigile. Mientras tanto, Henry investiga la denuncia de Royal por cáncer y descubre que su hospital había cerrado, su médico no existe y que su medicación contra el cáncer es solo Tic Tacs . Se enfrenta a Pagoda, el socio de Royal en el plan, y reúne a la familia para decirles que Royal ha estado mintiendo sobre su enfermedad. Después, Royal y Pagoda son expulsados de la casa familiar y subidos a un taxi clandestino.
Richie y Raleigh reciben el informe del detective privado sobre Margot, que revela su historial de tabaquismo y promiscuidad sexual, incluido un matrimonio anterior con un artista jamaiquino . Ambos hombres se toman la noticia muy mal; Richie entra en el baño, se afeita el pelo y la barba y se corta las muñecas en un intento de suicidio. Dudley encuentra a Richie y Raleigh lo lleva rápidamente al hospital. Mientras los Tenenbaums se sientan en la sala de espera, Raleigh confronta a Margot sobre su pasado, revela que sabe que fuma y luego se va. Richie sale del hospital y se reúne con Margot en la tienda de campaña de su infancia para confesarle su amor. Aprecian en silencio su amor mutuo y secreto y se besan.
Royal decide que quiere que Etheline sea feliz y finalmente solicita el divorcio. Antes de la boda de Henry y Etheline, Eli, drogado con mescalina , choca su auto contra el costado de la casa. Royal rescata a Ari y Uzi justo a tiempo, pero el perro de los chicos, Buckley, muere en la colisión. Enfurecido, Chas persigue a Eli por la casa y lo arroja al patio del vecino. Eli y Chas están de acuerdo en que ambos necesitan ayuda. Chas agradece a Royal por salvar a sus hijos y por comprarles un dálmata llamado Sparkplug a los bomberos que acudieron a la cita para reemplazar a Buckley. Cuarenta y ocho horas después, Etheline y Henry se casan en la oficina de un juez .
Algún tiempo después, Margot estrena una nueva obra inspirada en su familia y en hechos pasados, Raleigh publica un libro sobre la condición de Dudley, Eli se interna en un centro de rehabilitación de drogas en Dakota del Norte y Richie comienza a enseñar un programa de tenis juvenil. Chas se vuelve menos sobreprotector con sus hijos y Royal parece haber mejorado su relación con todos ellos y parece estar en mejores términos con Etheline. Algún tiempo después, Royal sufre un ataque cardíaco y muere a la edad de 68 años. Chas lo acompaña en la ambulancia de camino al hospital y es el único testigo de su muerte. La familia asiste a su funeral, donde el epitafio (que escribió de antemano) dice que "murió trágicamente al rescatar a su familia de los restos de un acorazado destruido que se hundía".

## Reparto
- Gene Hackman como Royal Tenenbaum.
- Anjelica Huston como Etheline Tenenbaum.
- Ben Stiller como Chas Tenenbaum.
- Gwyneth Paltrow como Margot Tenenbaum.
- Luke Wilson como Richie Tenenbaum.
- Owen Wilson como Eli Cash.
- Danny Glover como Henry Sherman.
- Bill Murray como Raleigh St. Clair.
- Kumar Pallana como Pagoda.
- Seymour Cassel como Dusty.

## Banda sonora
1. 111 Arthur Avenue - Mark Mothersbaugh
2. These Days - Nico
3. String Quartet In F Major - Ysaye Quartet Ravel
4. Me And Julio Down By The Schoolyard - Paul Simon
5. Sonata For Cello And Piano In F Minor - The Mutato Muzika Orchestra
6. Wigwam - Bob Dylan
7. Look At That Old Grizzly Bear - Mark Mothersbaugh
8. Look At Me - John Lennon
9. Lullaby - Emitt Rhodes
10. Mothersbaugh Canon - Mark Mothersbaugh
11. Police & Thieves - The Clash
12. Scrapping And Yelling - Mark Mothersbaugh
13. Judy Is A Punk - Ramones
14. Pagoda's Theme - Mark Mothersbaugh
15. Needle In The Hay - Elliott Smith
16. Fly - Nick Drake
17. I Always Wanted To Be A Tenenbaum - Mark Mothersbaugh
18. Christmas Time Is Here - Vince Guaraldi Trio
19. Stephanie Says - The Velvet Underground
20. Rachel Evans Tenenbaum (1965-2000) - Mark Mothersbaugh
21. Sparkplug Minuet - Mark Mothersbaugh
22. The Fairest Of The Seasons - Nico
23. Hey Jude - The Mutato Muzika Orchestra

## Premios
- Gene Hackman ganó un Globo de Oro por su actuación, y el guion de Wes Anderson y Owen Wilson fue nominado a un premio de la academia.